# تشارلز ميلز (بحار أمريكي)
تشارلز ميلز (1 سبتمبر 1840 - غير معروف) كان بحارًا أمريكيًا على متن سفينة يو إس إس مينيسوتا خلال الحرب الأهلية الأمريكية. حاز على وسام الشرف تقديرًا لجهوده خلال معركة فورت فيشر الثانية في 15 يناير 1865.

## الخدمة في البحرية الأمريكية
تطوّع ميلز للخدمة في البحرية الأمريكية، وعُيّن على متن الفرقاطة البخارية التابعة للاتحاد يو إس إس مينيسوتا. يُنسب تجنيده إلى ولاية نيويورك. في 15 يناير 1865، استولت قوة اقتحام مشتركة من الاتحاد، مؤلفة من بحارة ومشاة بحرية وجنود، على معقل الكونفدرالية في ولاية كارولينا الشمالية، فورت فيشر، بقيادة الأميرال ديفيد ديكسون بورتر والجنرال ألفرد تيري. كان ميلز واحدًا من تسعة أفراد من طاقم يو إس إس مينيسوتا الذين حصلوا على وسام الشرف.